# Mohammad Sadli
Mohammad Sadli (* 10. Juni 1922 in Sumedang, Indonesien; † 8. Januar 2008 in Jakarta) war ein indonesischer Wirtschaftswissenschaftler und Politiker, der als Angehöriger der sogenannten „Berkeley Mafia“ einer der „Wirtschaftsarchitekten“ der Ära der „Neuen Ordnung“ (Orde Baru) sowie mehrmals Minister war.

## Leben
Mohammad Sadli absolvierte zunächst ein Studium der Ingenieurwissenschaften an der Gadjah-Mada-Universität in Yogyakarta, das er 1952 abschloss. Ein anschließendes postgraduales Studium am Massachusetts Institute of Technology (MIT) schloss er 1956 mit einem Master of Science (M.Sc.) ab und absolvierte daraufhin ein weiteres postgraduales Studium an der University of California, Berkeley, das er 1957 beendete. Nach seiner Rückkehr war er zwischen 1957 und 1962 Direktor des Wirtschafts- und Sozialforschungsinstituts der Fakultät für Wirtschaftswissenschaften der Universität Indonesia und erwarb in dieser Zeit einen Doktor der Wirtschaftswissenschaften. Nachdem er zwischen 1962 und 1963 Prorektor der Universität Indonesia war, übernahm er 1963 eine Professur an der Fakultät für Wirtschaftswissenschaften der Universität Indonesia. Während dieser Zeit übernahm er 1964 auch eine Gastprofessur an der Harvard University. 1966 war er zudem Vorsitzender des Verbandes der Wirtschaftswissenschaftler (Ikatan Sarjana Ekonomi Indonesia)
Nach dem Amtsantritt von Staatspräsident Suharto am 21. März 1967 Vorsitzender des neu geschaffenen Investitionskoordinierungsausschusses (Komite Teknis untuk Investasi) und bekleidete dieses Amt bis zu seiner Ablösung durch Barli Halim 1973. Nach einer Umbildung der ersten Präsidialregierung Suharto (Pembangunan I) am 9. September 1971 löste er Mursalin Daeng Mamangung als Minister für Arbeitskräfte (Menteri Tenaga Kerja) ab und bekleidete diesen Posten bis zum 28. März 1973, woraufhin Subroto seine Nachfolge antrat. Nach Bildung der zweiten Präsidialregierung Suharto (Pembangunan II) wurde er am 28. März 1973 Nachfolger von Sumantri Brodjonegoro als Bergbauminister (Menteri Pertambangan)und hatte dieses Ministeramt bis zum 29. März 1978 inne, wonach abermals Subroto sein Nachfolger wurde. Als Angehöriger der sogenannten „Berkeley Mafia“ war er einer der „Wirtschaftsarchitekten“ der Ära der „Neuen Ordnung“ (Orde Baru).
Nach seinem Ausscheiden aus der Regierung war Sadli 1978 Berater der indonesischen Entwicklungsbank BAPINDO (Bank Pembangunan Indonesia) sowie im Anschluss 1979 Präsident der Transportfluggesellschaft PT Air Indonesia Transport und Präsident des Unternehmens PT Aneka Tambang. Anschließend war er von 1980 bis 1982 erst Vorstandsmitglied und daraufhin 1982 Präsident des Unternehmens PT Tifico, ehe er zwischen 1982 und 1985 Generalsekretär der Indonesischen Industrie- und Handelskammer (Kamar Dagang dan Industri Indonesia).
Sadli war mit Saparinah Sadli verheiratet, einer Frauenaktivistin und Psychologin an der Universitas Indonesia, die ebenfalls Mitglied der nationalen Menschenrechtskommission Komnas HAM war.
Er starb im Alter von 85 Jahren im Cikini-Krankenhaus in der indonesischen Hauptstadt Jakarta.